# De partners
De partners is een Nederlandse stripreeks getekend door Carry Brugman en oorspronkelijk geschreven door Dick Matena. Later zou Jacques Post de scenario's schrijven en bij de heropstart van de reeks in 2010 schreef Matena opnieuw de strips. Het laatste verhaal verscheen in 2014.

## Inhoud
Deze strip gaat over een groep misdaadbestrijders onder leiding van de voormalige, rijke schurk Danny MacDonald en de gravin Katia Diaghilev.
De hoofdrolspelers uit de strip zijn gemodelleerd naar bestaande personages waaronder Robert Redford (Danny MacDonald) en Alfred Hitchcock. Voor de rol van Katia Diaghilev stond schoonzus Jacqueline model.

## Publicatiegeschiedenis
Tekenaar Carry Brugman werkte bij het stripblad Pep. In 1975 fuseerde Pep echter met het stripblad Sjors. Hierop tekende Brugman een realistische strip voor Eppo wat deze reeks zou worden. Scenarist Dick Matena tekende ook bij Pep. Na de fusie van Pep en Sjors ging hij bij Eppo werken waar hij vooral scenario's zou schrijven. Zo schreef hij ook de scenario's van deze strip onder het pseudoniem Dick Richards.
De strip werd sinds 1976 gepubliceerd in het stripblad Eppo. Matena bleef de scenario's schrijven tot 1984. Van 1985 tot 1997 schreef Jacques Post de scenario's. Vanaf 1979 verschijnt de reeks ook in albumvorm bij de uitgeverijen Oberon, Big Balloon en Strip2000.
In de jaren 80 werd Eppo hernoemd naar Eppo Wordt Vervolgd en later Sjors en Sjimmie Stripblad. De strip bleef echter wel gepubliceerd worden in het blad. In 1997 wordt de reeks stopgezet en het laatste verhaal verscheen in albumvorm in 2001.
Ondertussen werd Eppo ook stopgezet in 1999. Toen Eppo in 2009 terug werd opgestart, verschenen er drie nieuwe verhalen uit deze reeks. Brugman gaf echter aan om met pensioen te gaan tijdens de publicatie van het laatste verhaal van deze stripreeks. Dit verhaal werd in 2014 in Eppo gepubliceerd. De nieuwe verhalen werden ook in albumvorm uitgegeven bij Don Lawrence Collection.

## Albums
Alle albums werden getekend door Carry Brugman. De eerste acht albums werden geschreven door Dick Matena onder het pseudoniem Dick Richards. De overige albums werden geschreven door Jacques Post. De eerste elf albums werden uitgegeven bij Oberon. De drie volgende albums werden uitgegeven bij Big Balloon. Het vijftiende album verscheen bij uitgeverij Strip2000. De drie laatste albums verschenen bij uitgeverij Don Lawrence Collection. Hieronder volgt een lijst van albums.
1. Dodelijke erfenis (1979)
2. Het ultimatum (1979)
3. Spionage! (1980)
4. De vluchteling (1981)
5. Onderzeeër vermist (1982)
6. Gevaar! (1983)
7. De huurlingen (1984)
8. De zonne-sekte (1985)
9. Dubbelspel (1986)
10. De wraak (1987)
11. Het loon van de wraak (1988)
12. Megamonster (1990)
13. De Sjih (1991)
14. Satori (1993)
15. Moordvalken (2001)
16. Dynamiet (2010)
17. UFO (2012)
18. Albino (2014)

## Prijzen
In 1986 ontving Matena voor zijn oeuvre de Stripschapprijs. Matena ontving in 2003 ook de Bronzen Adhemar.